# Нежинска и Прилукска епархия
Нежинска и Прилукска епархия е епархия на Украинската православна църква (Московска патриаршия) с център град Нежин, обхващаща югоизточните райони на Черниговска област.

## Историческа справка
През 1667 – 1668 г. епископ Методий (Филимонов) е титулуван Нежински и изпратен в Запорожката войска като пазител на Киевската митрополия. След ареста му територията на неговата епархия (ако такава е била образувана) става част от Черниговската епархия.
Нежинската епархия на Украинската православна църква е образувана по решение на Светия синод на УПЦ от 31 май 2007 г. чрез отделянето ѝ от Черниговската епархия. Епархията обединява енории и манастири на територията на Бахмачки, Бобровицки, Борзнянски, Ваврински, Ичнянски, Коропски, Нежински, Носовски, Прилукски, Сребрянски и Таталевски райони на Черниговска област. С решение на Светия синод на Украинската православна църква от 18 април 2008 г. титлата на управляващите епископи на Нежинската епархия е променена от Нежински и Батурински на Нежински и Прилукски.

## Епископи
- Методий (Филимонович) (1667 – 1668)

Нежински викариат на Черниговската епархия
- Борис (Вик) (4 април 1944 – 16 април 1945)

Нежинска епархия
- Ириней (Семко) (10 юни 2007 г. – 23 септември 2017 г.)
- Амвросий (Поликопа) (23 септември 2017 г. – 21 декември 2017 г.) митрополит Черниговски и Новгород-Северски
- Климент (Вечеря) (от 21 декември 2017 г.)

## Структура
В днешно време щатът на епархийската администрация се състои от:
- Управляващ епископ,
- Секретар на епархийската администрация,
- Ръководител на информационно-учебния отдел,
- Ръководител на катедрата по религиозно образование и катехизация,
- Ръководител на отдела за взаимодействие с въоръжените сили и други военни формирования на Украйна,
- Ръководител на отдела за взаимодействие с казаците,
- Ръководители на правния отдел

## Статистически данни

### Окръзи
- Бахмачски
- Бобровицки
- Борзнянски
- Варвински
- Ичнянски
- Коропски
- Нежински 1-ви
- Нежински 2-ри
- Носовски
- Прилукски 1-ви
- Прилукски 2-ри

### Енории
Общият брой на енориите към 1 януари 2018 г. – 242

### Духовенство
- Общо – 200
- Архимандрити – 7
- Игумени – 3
- Йеромонаси – 9
- Протойереи – 145
- Свещеници – 27
- Протодякони – 5
- Дякони – 3

### Обща информация
- Общи брой на манастирите – 5
- Мъжки – 2
- Женски – 3
- Общ брой на монасите в тях – 67

## Адрес
- Черниговска област, Нежин, ул. „Митрополит Стефан Яворски“, 2.